# Davide Viganò
Pour les articles homonymes, voir Viganò (homonymie).
Davide Viganò (né le 12 juin 1984 à Carate Brianza, dans la province de Monza et de la Brianza, en Lombardie) est un coureur cycliste italien, professionnel de 2005 à 2016.

## Biographie
En 2005, Davide Viganò intègre l'équipe continentale Androni Giocattoli-3C Casalinghi, dirigée par Davide Boifava. En août, il devient professionnel dans l'équipe belge Quick Step, qui lui fait signer un contrat portant sur trois saisons. Sa première course avec cette équipe est le Grand Prix de la ville de Camaiore.
Sa saison 2006 est perturbée par des douleurs au dos, dues à une chute en février. En été, il participe au Tour d'Espagne, en tant que coéquipier de Paolo Bettini. Il se classe dixième de la dernière étape, disputée au sprint.
En mars 2007, il est renversé durant un entraînement et souffre d'une fracture à la main gauche. Il se classe troisième de la course Veenendaal-Veenendaal aux Pays-Bas en mai.
En 2009, il rejoint l'équipe Fuji-Servetto. Il termine sixième de la Vattenfall Cyclassics.
En 2010, il est recruté par la nouvelle équipe britannique Sky.
Il n'y reste qu'une année et est engagé en 2011 par Leopard-Trek, nouvelle équipe basée au Luxembourg et construite autour des frères Andy et Fränk Schleck. Il participe au Giro. Celui-ci s'achève prématurément pour Viganò et son équipe, en raison de la mort pendant la course de son coéquipier Wouter Weylandt. Il prend également part au Tour d'Espagne, dont il remporte la première étape, un contre-la-montre par équipes, avec ses coéquipiers.
En 2012, il rejoint l'équipe italienne Lampre-ISD. Lors du Tour de France, Viganò fait partie des coureurs victimes d'une chute collective à 25 km de l'arrivée de la 6e étape. Conduit à l'hôpital, les examens réalisés montrent une fracture de la clavicule gauche. Il rejoint en 2014, l'équipe espagnole Caja Rural-Seguros RGA. Il remporte une étape du Tour du Portugal et réalise plusieurs Top 10 sur des courses du calendrier de l'UCI Europe Tour. Non conservé, il rejoint l'équipe Idea 2010 ASD en tant que leader pour la saison 2015. Il obtient des bons résultats et gagne notamment le Tour de Slovaquie. Ses bonnes performances lui permettent de rejoindre l'équipe Androni Giocattoli-Sidermec pour une saison. Non conservé à l'issue de la saison 2016, il retourne au niveau amateur en 2017.
Davide Viganò se décrit au début de sa carrière comme un coureur complet. Il est considéré comme un sprinter,.

## Palmarès sur route

### Palmarès amateur
- 2002
  - Giro della Castellania
- 2003
  - 2e du Circuito Molinese
  - 3e de la Freccia del Riso
- 2004
  - 3e du Trofeo Gianfranco Bianchin

### Palmarès professionnel
- 2007
  - 1re étape du Tour du Qatar (contre-la-montre par équipes)
  - 3e de Veenendaal-Veenendaal
- 2009
  - 6e de la Vattenfall Cyclassics
- 2011
  - 1re étape du Tour d'Espagne (contre-la-montre par équipes)
- 2014
  - 2e étape du Tour du Portugal
  - 3e de la Clásica de Almería
- 2015
  - Tour de Slovaquie :
    - Classement général
    - 3e étape

  - 3e étape du Tour du Portugal
  - 2e du Grand Prix de la côte étrusque
  - 3e du Trophée Matteotti
- 2016
  - 4e étape du Sibiu Cycling Tour
  - 3e du Trophée Matteotti

### Résultats sur les grands tours

#### Tour de France
1 participation
- 2012 : abandon (6e étape)

#### Tour d'Italie
2 participations
- 2009 : 156e
- 2011 : non-partant (5e étape) (à la suite du décès de Wouter Weylandt lors de la 3e étape)

#### Tour d'Espagne
6 participations
- 2006 : 117e
- 2007 : 130e
- 2008 : 93e
- 2009 : abandon (13e étape)
- 2011 : 142e, vainqueur de la 1re étape (contre-la-montre par équipes)
- 2012 : 141e

### Classements mondiaux
| Année                  | 2009 | 2010 | 2011 | 2012 | 2013 | 2014 | 2015 | 2016 |
| ---------------------- | ---- | ---- | ---- | ---- | ---- | ---- | ---- | ---- |
| Calendrier mondial UCI | 113e | 269e |      |      |      |      |      |      |
| UCI World Tour         |      |      | 180e | nc   | nc   |      |      |      |
| UCI Europe Tour        |      |      |      |      |      | 50e  | 47e  | 222e |

## Palmarès sur piste

### Championnats d'Europe
Juniors et Espoirs
- Fiorenzuola d'Arda 2001
  -  Médaillé de bronze de la poursuite par équipes juniors

Élites
- 2012
  -  Champion d'Europe de course derrière derny
- 2015
  -  Médaillé d'argent du championnat d'Europe derrière derny

### Championnats d'Italie
- 2017
  - 3e de la course derrière derny